# تاکشی اونو (زاده ۱۹۶۲)
تاکشی اونو (ژاپنی: 小野 剛؛ زادهٔ ۱۷ اوت ۱۹۶۲) یک بازیکن فوتبال اهل ژاپن است.
تاکشی اونو در تیم‌هایی همچون باشگاه فوتبال سانفریس هیروشیما، باشگاه فوتبال رواسو کوماموتو و باشگاه فوتبال ایماباری مربی‌گری کرده‌است.